# 高颐墓阙及石刻
30°01′24″N 103°03′10″E / 30.02333°N 103.05278°E
高颐墓阙及石刻，位于中华人民共和国四川省雅安市姚桥镇的成雅公路南侧，是一组始建于东汉建安年间的墓葬建筑，其墓主人为高颐，去世时职位为益州太守。宋代时，高颐墓得到修缮，而墓前的高君颂碑被转移至墓园内新修建的景贤堂中。整组建筑坐北朝南，共有两座墓阙，建成时均为子母阙，现左阙仅余主阙的台基和阙身部分，后人补修了该阙的顶盖；右阙保存相对完整，其上保留有大量的浮雕和铭文。右阙南侧有一堆雌雄辟邪，左右阙的北侧为高颐墓。1961年，高颐墓阙及石刻被列为全国重点文物保护单位。2013年芦山地震中，高颐阙损坏严重，相关的保护规划已于2015年获得批准。

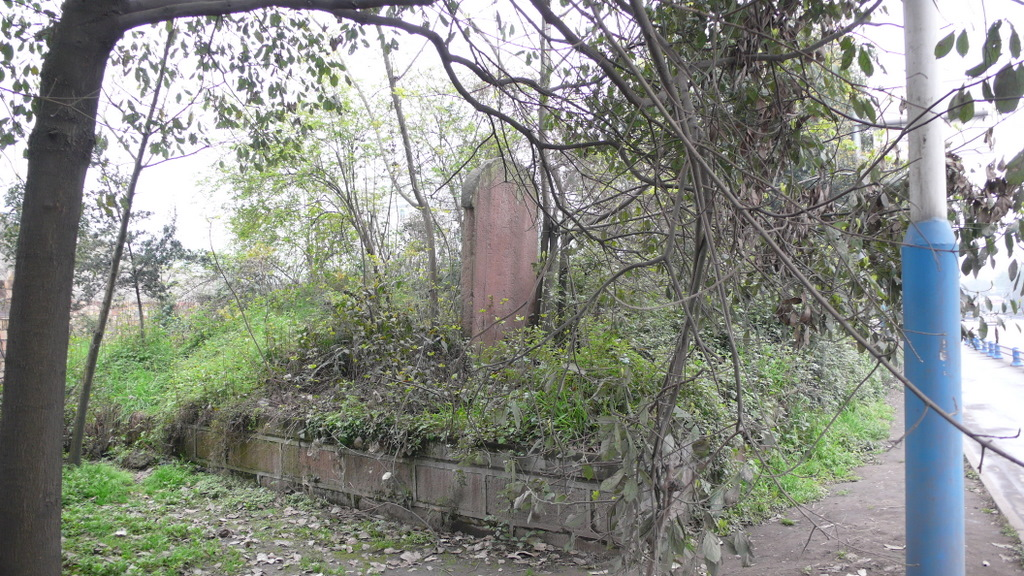
高頤墓

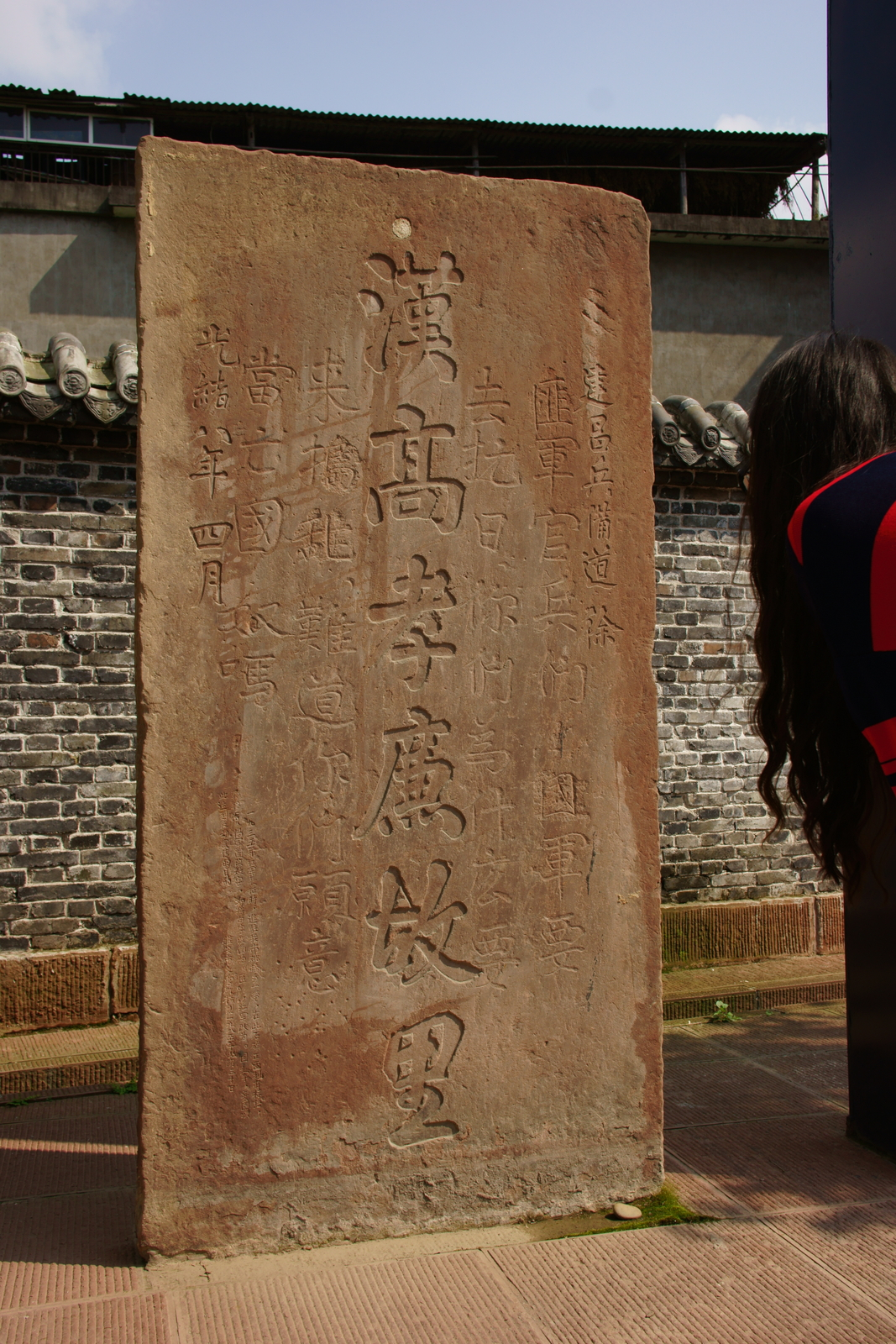
漢高孝廉故里碑

## 历史
高颐，字贯方，益州汉嘉人，举孝廉，学优从政，历任阴平都尉、武阳令、益州太守等官职东汉建安十四年（209年，时益州牧为刘璋）因天灾于益州太守任上去世。宋代时，严道知县李伟在高颐墓园内修建了一座景贤堂，而高颐墓在此时也得到了维修。这座景贤堂后来被大火焚毁，清代重修后更名为孝廉祠。道光五年（1825年）时，当地人选拔姚运鸿把碑文刻在了孝廉祠额后，这成为了确定高颐颂碑内容的重要资料。时至民国时期，景贤堂成为与高颐相关的碑刻和画像的陈列所:643-644。1957年，高颐双阙被列为第一批四川省文物保护单位:292，1961年，高颐双阙、高颐颂碑及高颐墓、墓道石刻以“高颐墓阙及石刻”一名合并列入全国重点文物保护单位:73。高君颂碑则于1961年7月被列为第二批四川省文物保护单位:91。1980年，高颐阙及高颐颂碑被重新公布为四川省文物保护单位:663-677。1983年10月31日至12月5日，出现下沉和开裂的高颐阙得到维修。2012年，高颐阙得以翻新维修。2013年芦山地震中，高颐阙严重受损，相关的保护维修工程于2015年获国家文物局批复同意。

## 结构

### 高颐墓
高颐墓位于成雅公路南侧，位于阙北165米。封土长24米，宽16米，整体为圆形，墓室为砖石结构，部分墓砖裸露在外。墓前有墓碑，刻有“汉孝廉高颐墓”字样。:643

### 高君颂碑
高颐颂碑存放于阙园内的景贤堂，通高2.9米，宽1.3米，厚0.9米。碑的底部为方座，方座雕虬龙和螭龙，两龙头部相对，尾部相交。碑额呈半圆形，上方刻有蟠龙，蟠龙下方正中位置有穿，穿上方阴刻隶书“汉故益州太守高君之颂”。穿下为正文，共18行，每行最多21个字，内容记述了高颐的生平和政绩，但文字因风化已有些模糊不清。:73:643

### 高颐阙
高颐阙位于雅安市姚桥镇，方向均为南偏东12°，共分左右两阙，两者相距13.6米，质地均为红砂岩。:31
左阙原为子母阙结构，现仅存主阙，汉代原有构件仅存台基和阙身两个部分，其中台基高0.35米，长2.9米，宽1.85米，分为上下两个部分，下半部一周共分6个斗。阙身由4层石材组成，高2.6米，长1.65米，宽0.92米，南北两面各刻出3根柱子，没有地袱，有栏额，栏额上用减地平及刻出车骑出行图。北面的柱子之间刻有4行隶书，每行6个字。阙身以上原有部分全部丢失，现阙身直接与后人补配的顶盖相连。:31-32
右阙为仿木结构石质建筑，结构为子母阙。主阙分为台基、阙身、楼部和顶盖四个部分，通高5.9米。其中台基南北两面各有4个斗，形制与左阙基本相同。阙身共有4层整石，高2.64米，长1.62米，宽0.9米。东侧与耳阙相连，南北两面刻出6根柱子，没有地袱，有栏额，栏额上刻有车骑出行图。北面的3根柱子之间刻有4行隶书，每行6字。:32
楼部分为4层：第一层四面砌出6朵栌斗，每朵栌斗均与阙身的柱子相对应。枋子分三层，纵横叠置，其中横枋上音乐有减地平及刻卷草纹，因风化严重无法准确辨认。南面和北面的正中各雕出一个饕餮头，其中南面的饕餮衔有一条鱼，北面衔有一条蛇。四角各雕刻一尊神像，其中南侧的两尊为力士像，西北角为单手承枋的人像，东北角为捋须老者像。第二层南面和北面各刻出3朵斗拱，左右两侧个刻出2朵斗拱，均为一斗二升。南面的三组斗拱间刻有两组浮雕，其中东侧一组为一个手中握剑的侧卧人像，西侧为挥舞大锤打虎的人像。北面的斗拱间也有两组浮雕，其中一组为三足鸟和九尾狐，另一组为一树二鸟。西侧的斗拱间刻有两尊人像，其中一人弹琴，另一人听琴，人像前刻有一个放有勺柄的容器。东侧的斗拱间刻有一座坟丘，坟丘前有一人弯腰以手拭泪，旁边刻有一棵挂着剑的树。第三层四面用减地平及刻出蔓草纹饰和仙禽异兽图案。第四层呈斗状，南面刻有一组拜谒图，正中为一扇半开的门，门内有一名探出身子的双髻侍女，门前右侧刻有两人，其中一人立姿作叙说状，左手举鸟的汉吏；另一人为跪姿呈物的夷人造像。门前左侧也有两人，一人立姿持剑的汉吏造型；另一人为右手持长杆左手捧物的夷人造型。这组造型的侧面还有一组疑似描写夷人拜谒图中的经历的浮雕。北面也刻有一组拜谒图，正中为接引侍女的造像，左右各有一尊引见汉吏的造像，另有4尊夷人造像，造型为站、蹲、跪等。右侧刻有两人，一人为举鸟汉吏，另一人为两手握物的夷人。西侧面刻有行猎图。四角刻有高浮雕，其中西南角为双龙，龙背上有立物；西北角为两只翼虎，虎后有一尊左手握拳右手执剑的人像；东南角为一匹翼马，马后刻有一尊追赶马的人像；东北角刻有一头双峰驼，骆驼背上长有一对翅膀。:32-33
顶盖分四层：第一层为纵横叠置出头的枋子，四周共外露24个枋子头，每只刻有一个隶书字；第二层为下檐，南北两面出檐0.64米，东西两面出檐0.72米。下面刻有辐射型椽子，椽子之间雕刻有鸟、蛇、鼠等相互纠缠的动物图案；第三层为上檐，与第二层构成重檐庑殿顶，该层的纹饰已经模糊不清；第四层两端顶部刻有五圈纹，中部雕出一只鹰，鹰嘴衔有一根条状物体。:33
耳阙通高2.94米，除台基外尚存阙身、楼部和顶盖，顶盖上的脊饰已丢失。阙身由一块整石构成，南北两面各刻出3根柱子，有栏额无地袱。南面和北面的栏额上刻有卷草纹。东面刻有两尊人像，一人挥剑，另一人避让。楼部共分四层：第一层为横纵枋层，东北角、东南角各刻有一尊神像；第二层三面各刻有两朵斗拱，南侧的斗拱下方刻有一鸟一兽，疑似为三足鸟和九尾狐。东面雕刻有一尊跪姿裸体人像。北面雕刻有一只羊；第三层的三面图案与主阙基本相同；第四层与主阙阙身的栏额平齐，其雕刻内容与主阙的出行车骑图相连接。顶盖由一层石材构成，所刻内容与主阙相同，但形制略小，且斜脊上翘幅度比主阙要大。:33

### 辟邪

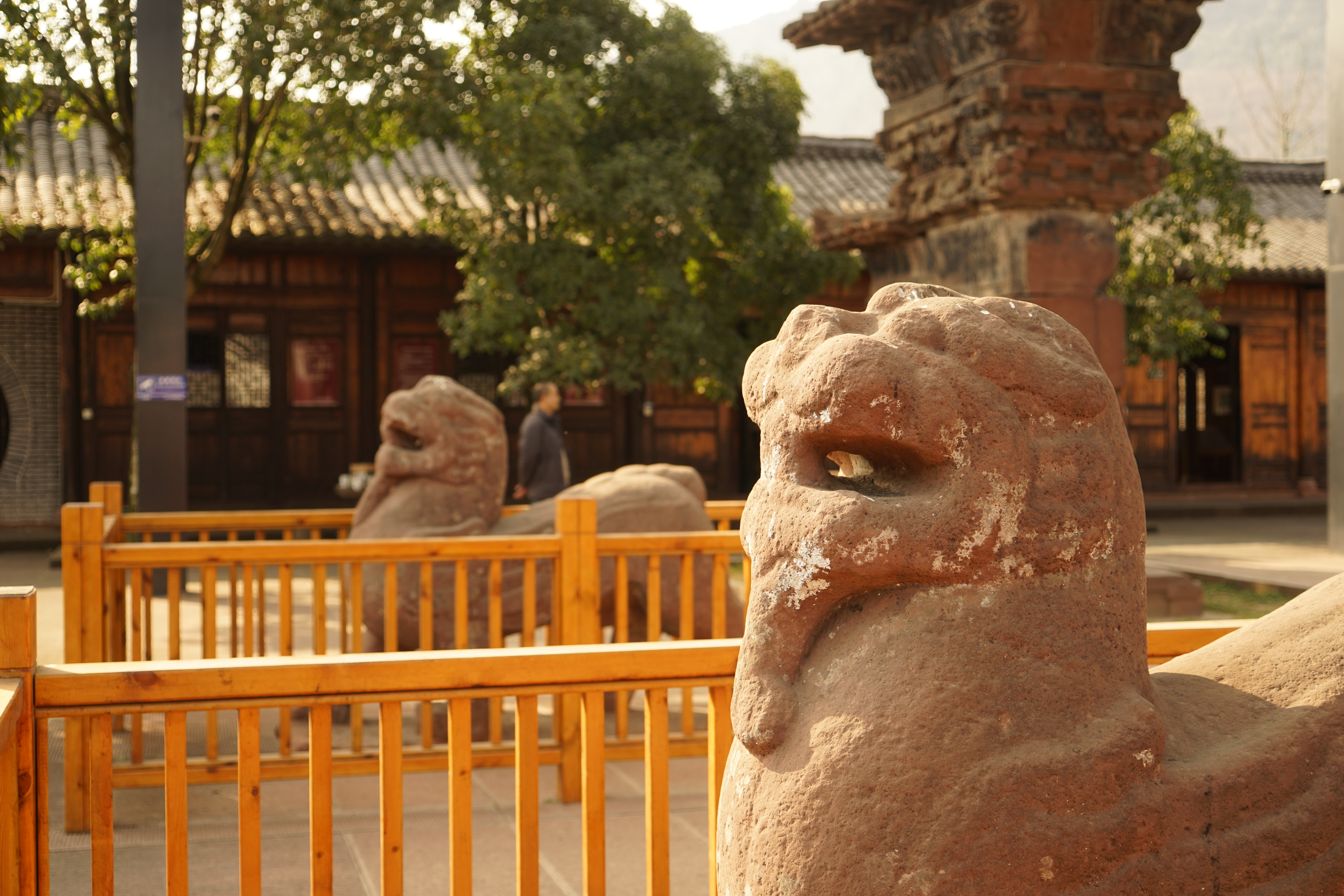
貔貅一对

在阙的南侧有一对圆雕天雌雄辟邪一对。两座石雕体长均为1.7米，昂首挺胸，背部高耸，肩部刻有双翼。
:644

## 相关图片

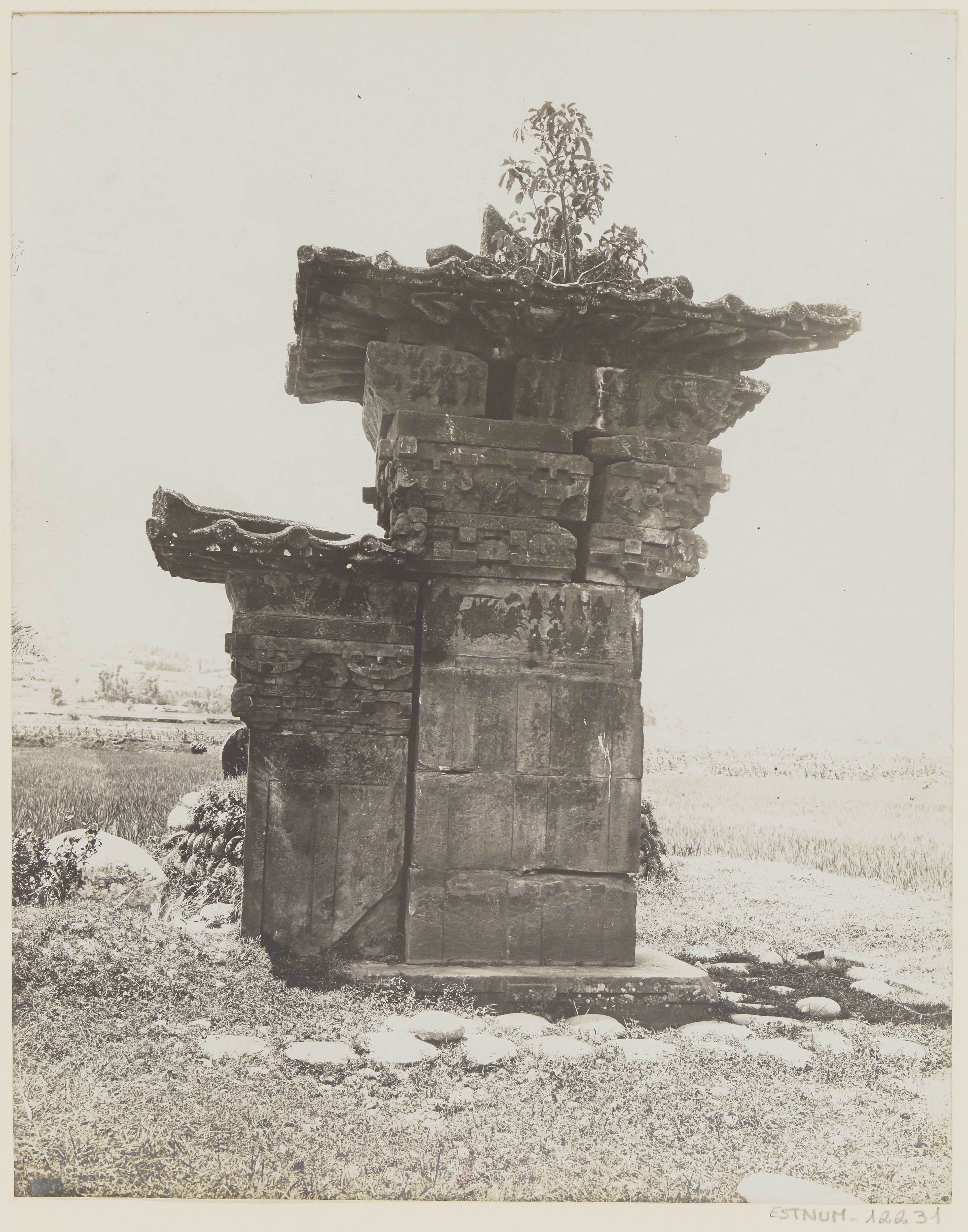
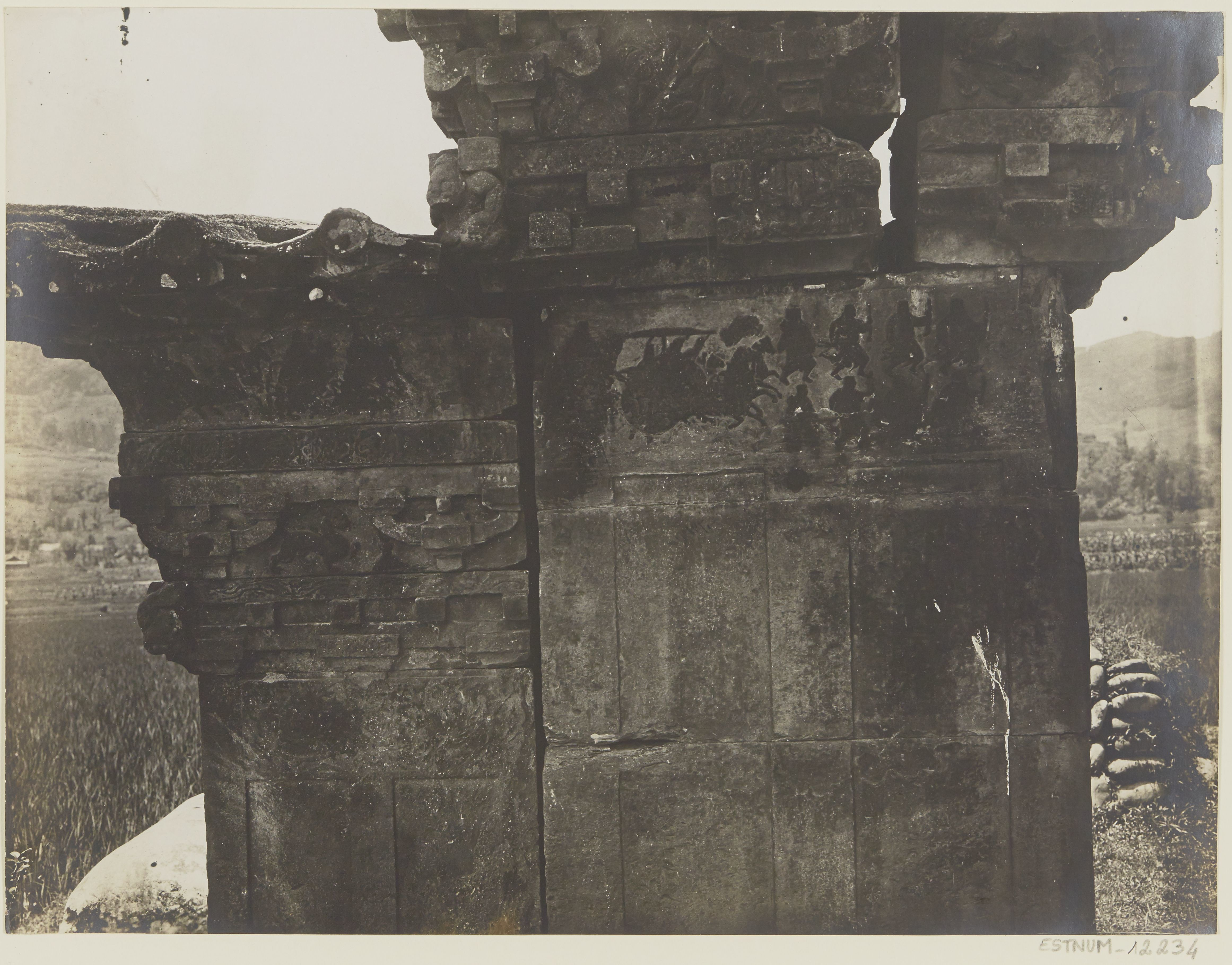
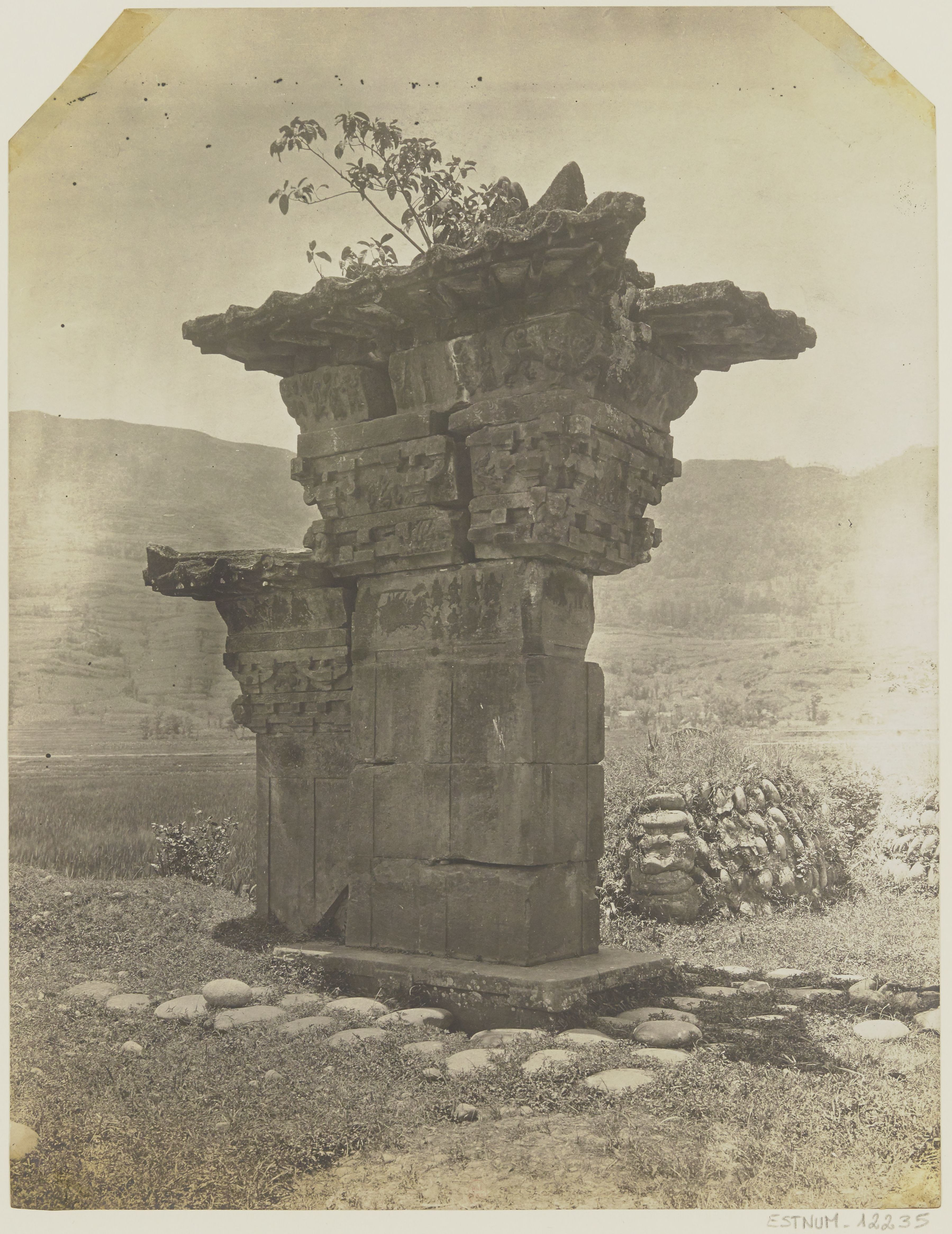
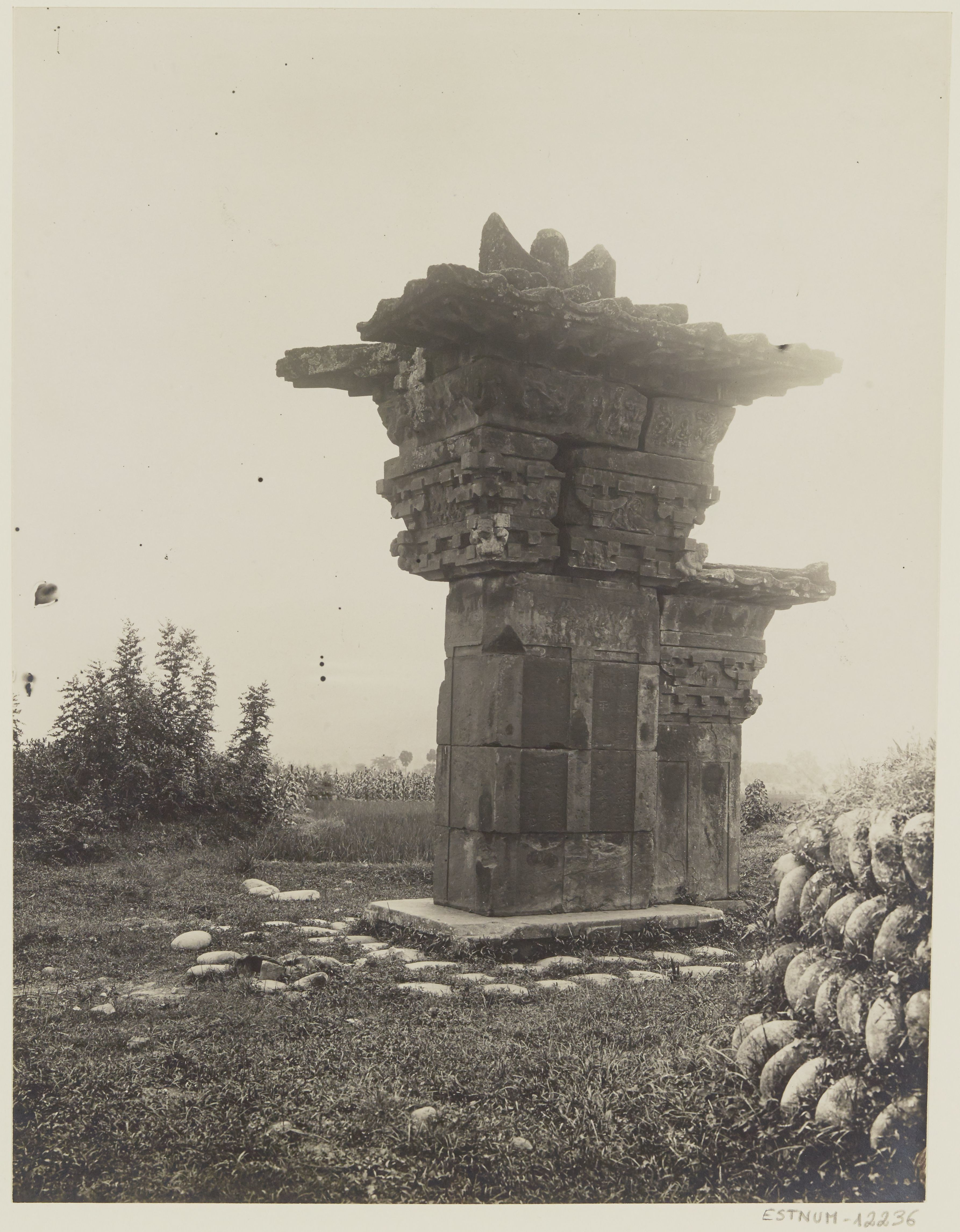
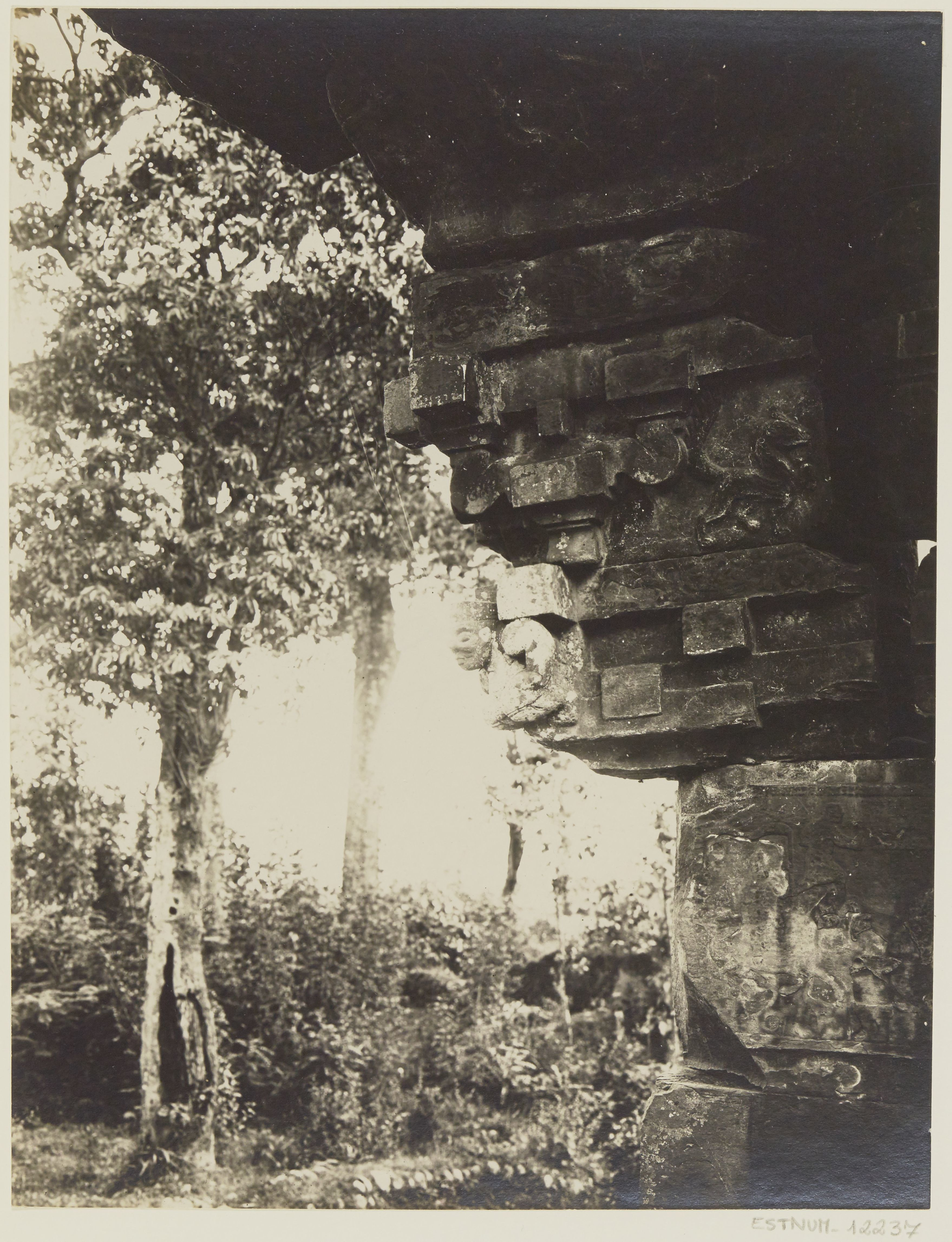
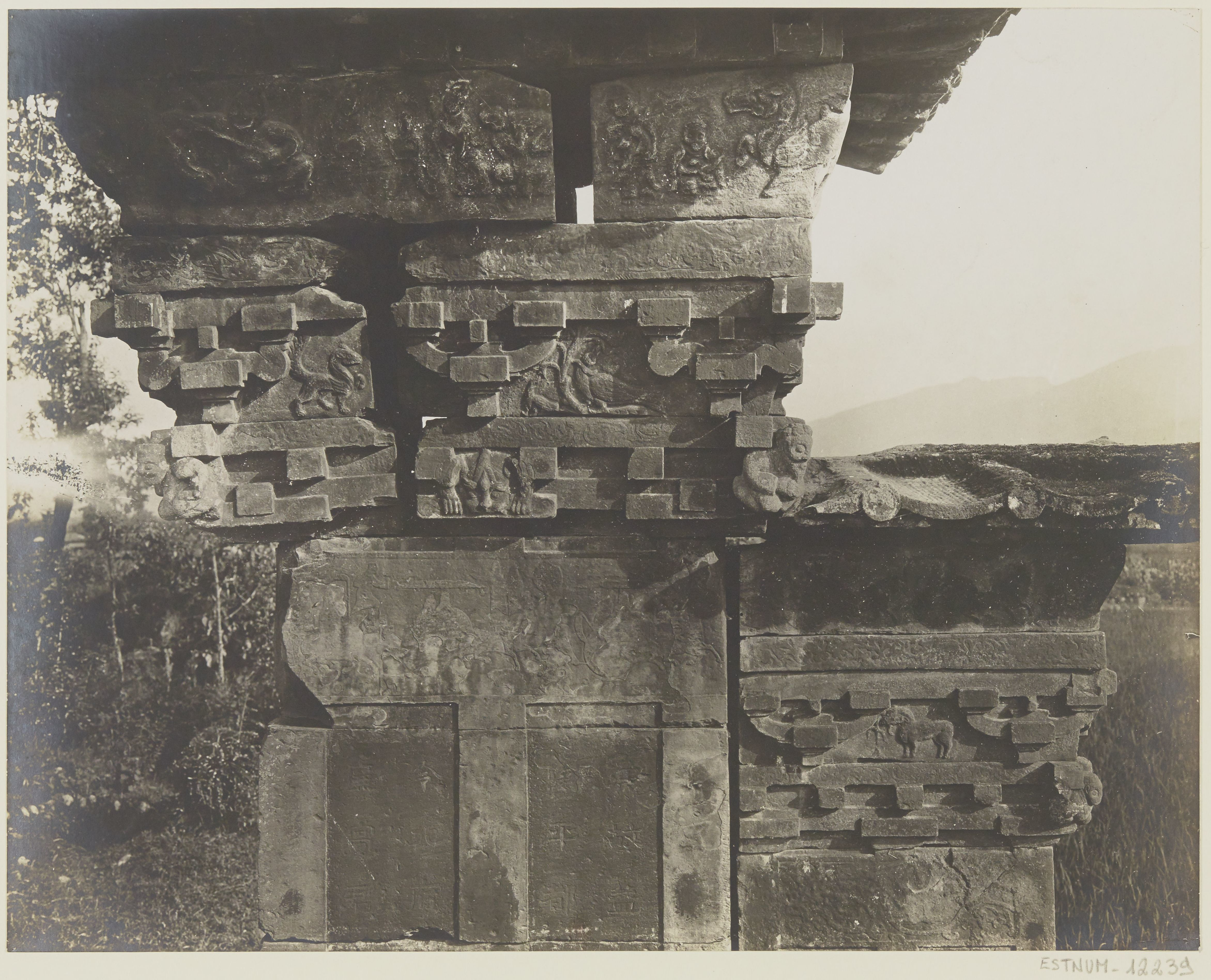
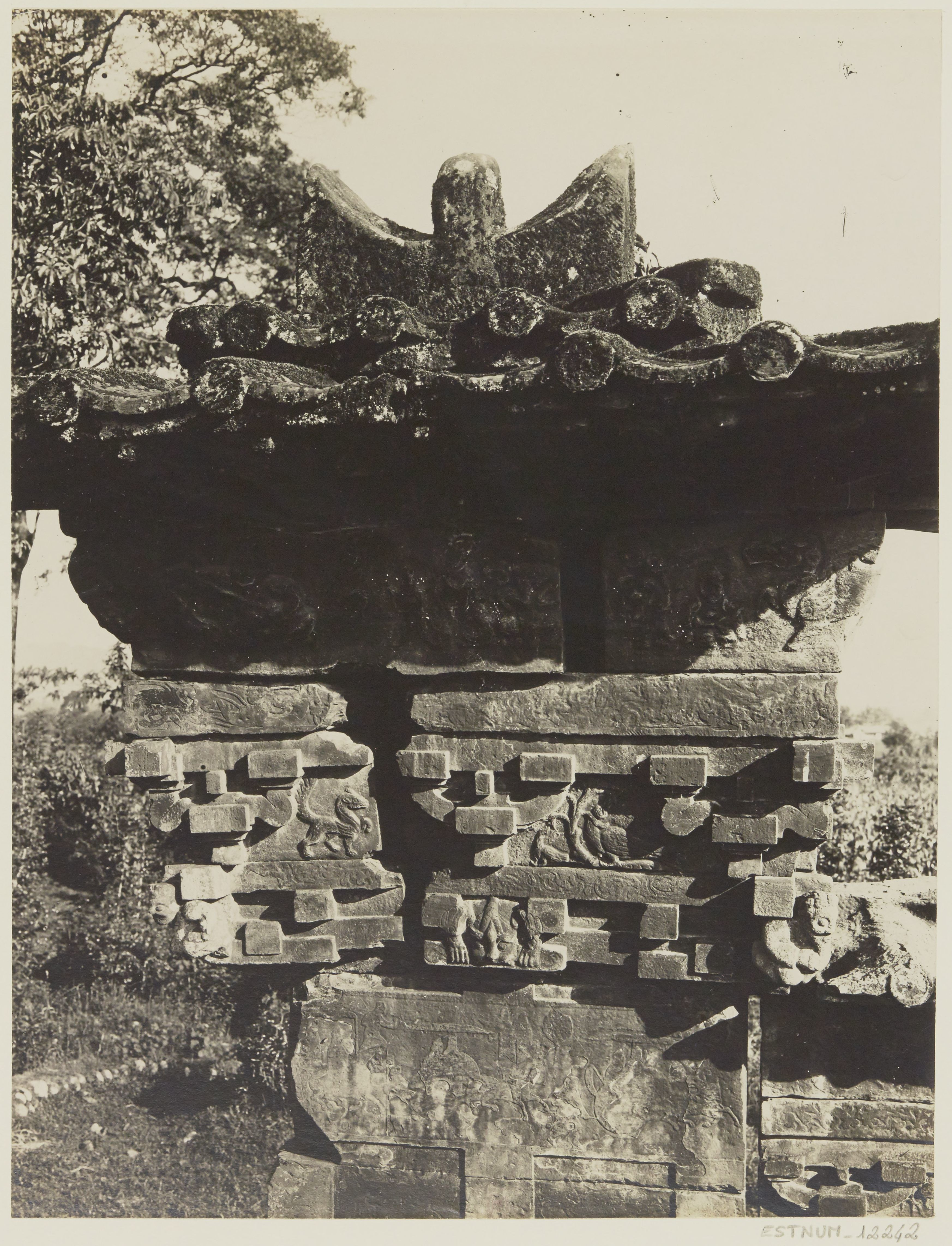

以上為謝閣蘭於1914年拍攝的高頤闕。

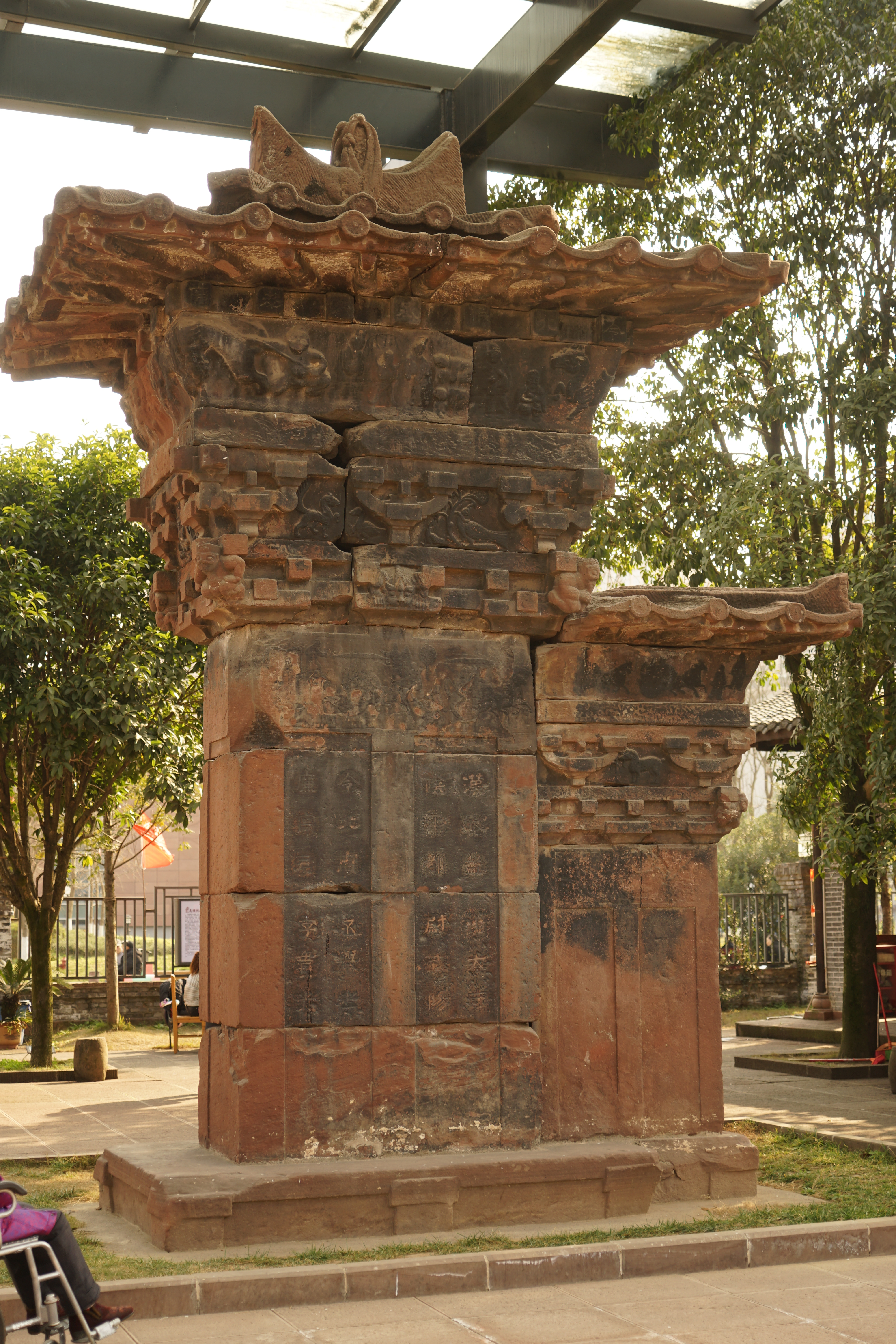
正面
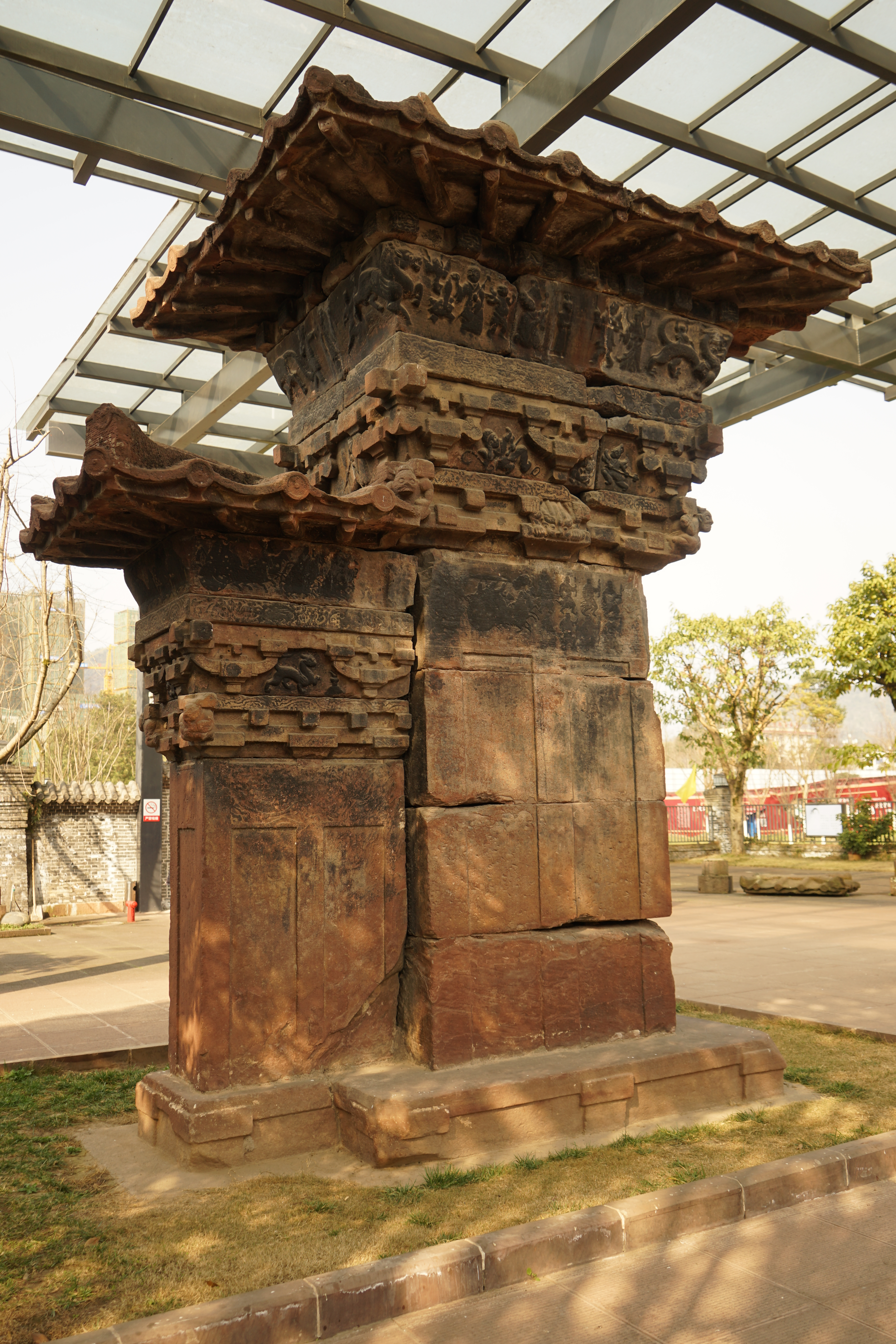
背面
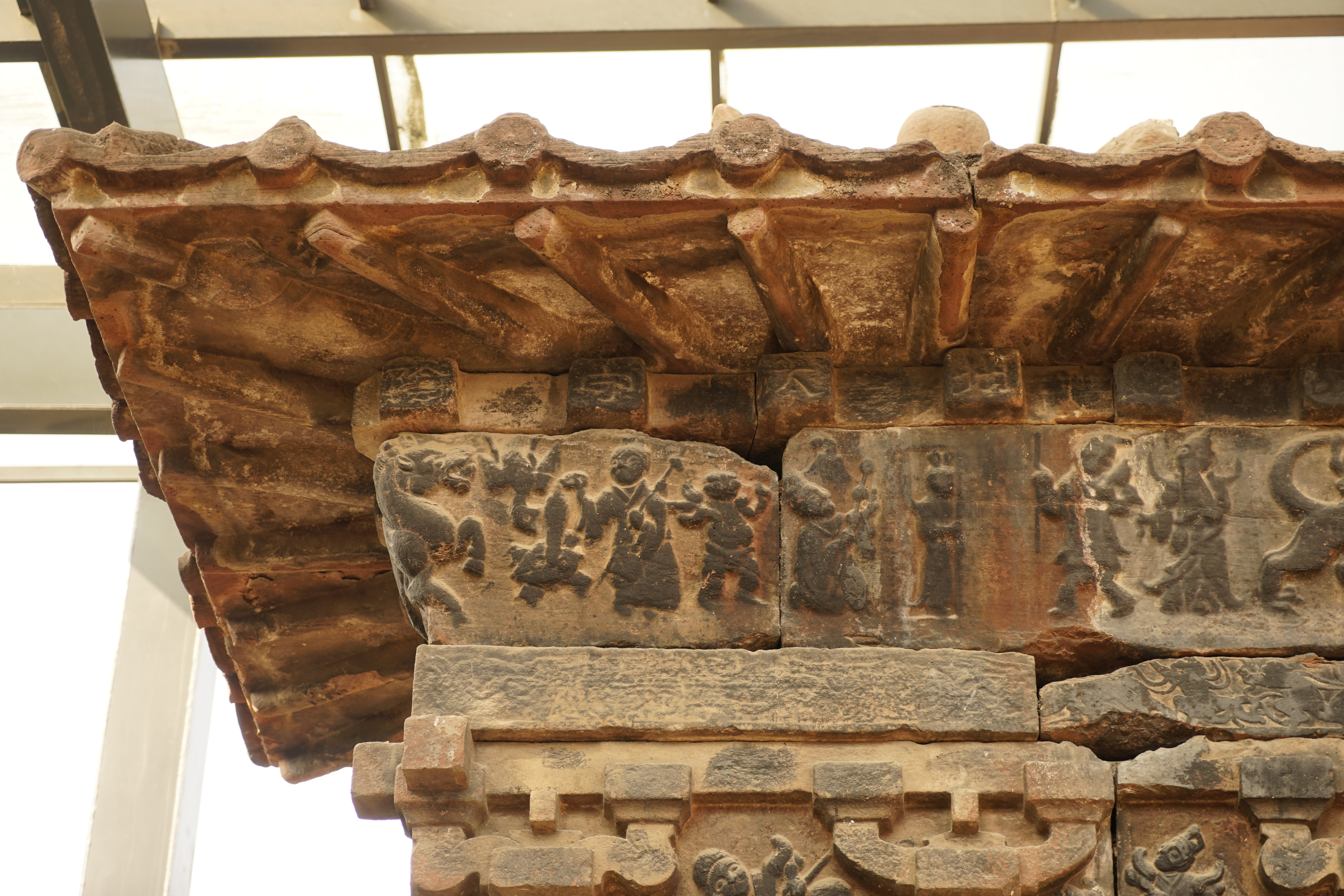
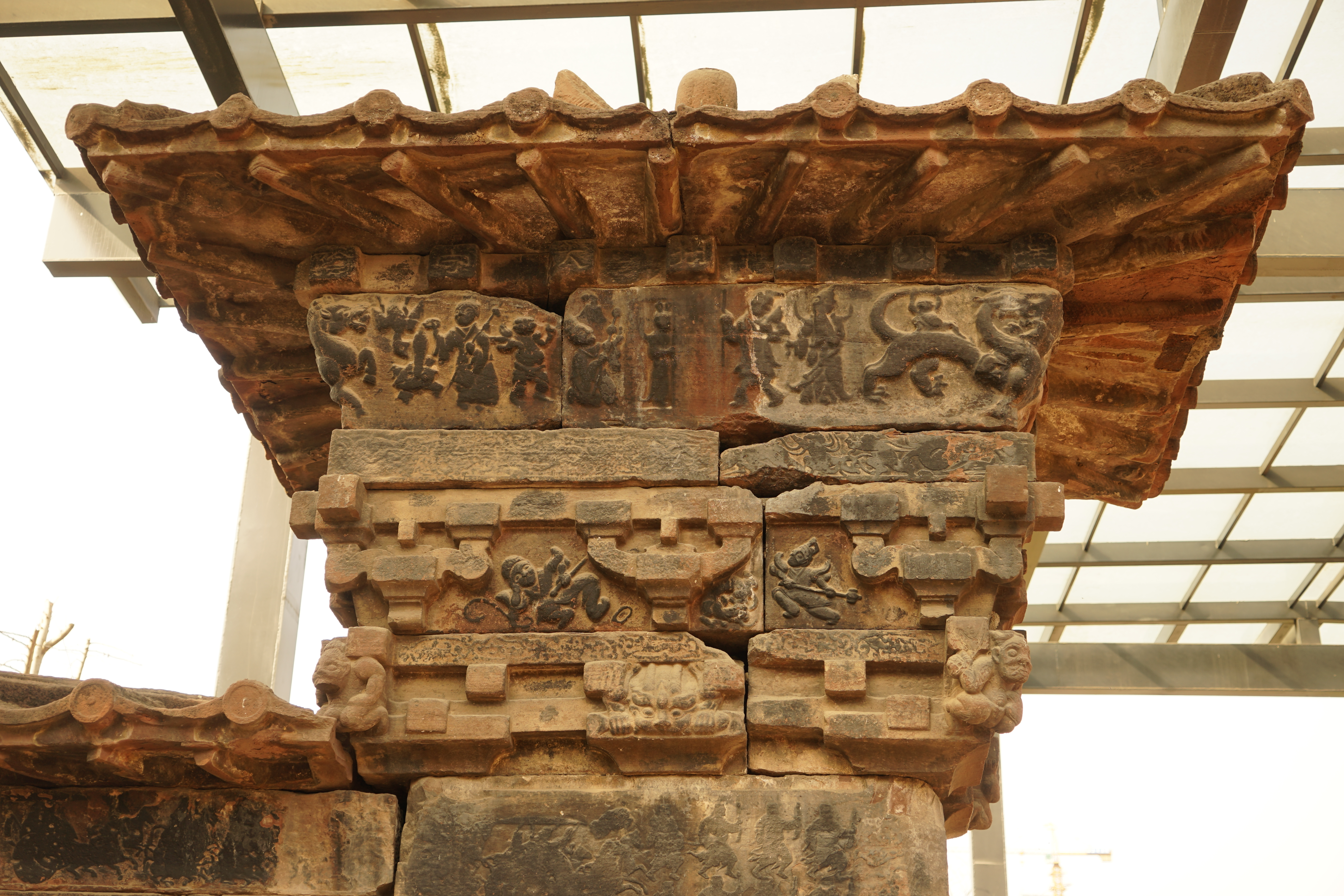
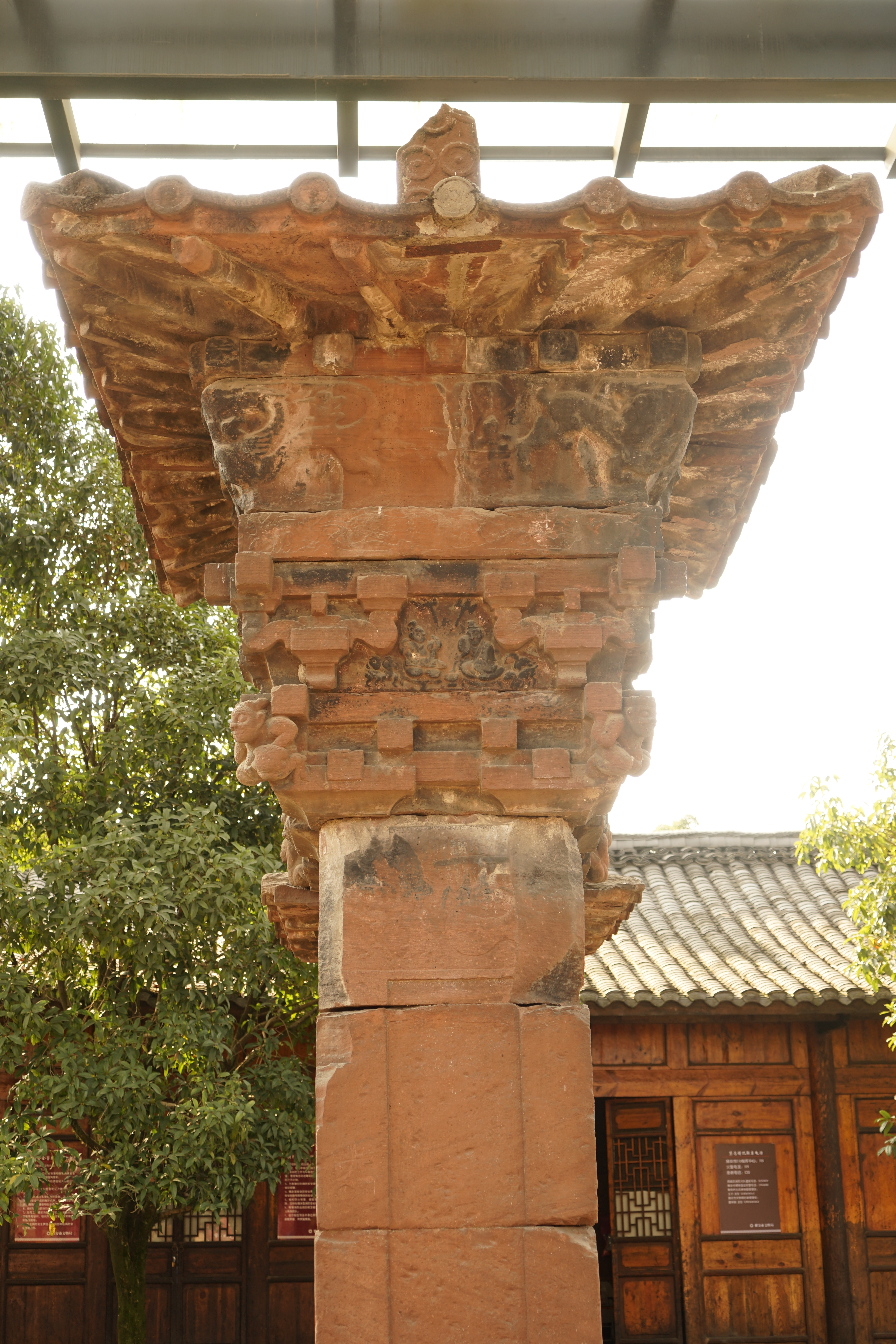